# George Mehnert
George Nicholas Mehnert (ur. 3 listopada 1881 w Newark, zm. 8 lipca 1948 tamże) – amerykański zapaśnik, dwukrotny złoty medalista olimpijskich: z igrzysk olimpijskich w Saint Louis w 1904 w zapasach w stylu wolnym w wadze muszej oraz z igrzysk olimpijskich w Londynie w 1908 w zapasach w stylu wolnym w wadze koguciej.
W 1904 w turnieju olimpijskim w kategorii muszej brało udział jedynie trzech zawodników, wszyscy reprezentowali Stany Zjednoczone. Mehnert stoczył jedynie jedną walkę – finałową, ponieważ w półfinale tych zawodów miał wolny los. W finale wygrał z Gustavem Bauerem.
Cztery lata później w zawodach olimpijskich w kategorii koguciej udział wzięło trzynastu zawodników. W pierwszej rundzie Mehnert otrzymał wolny los. W ćwierćfinale pokonał Brytyjczyka Harry’ego Sprengera, a w półfinale Kanadyjczyka Auberta Côté. W finale pokonał kolejnego Brytyjczyka, Williama Pressa.
W 1909 przeszedł na zawodowstwo, a po zakończeniu kariery został działaczem sportowym. Był m.in. prezesem klubu, którego barwy wcześniej reprezentował jako zawodnik – National Turnverein z Newark, działał również w Amateur Athletic Union.
Mistrz Amateur Athletic Union w latach 1902–1905, 1908 i 1909.